# Alexis Hénon
 (février 2019).
Si vous disposez d'ouvrages ou d'articles de référence ou si vous connaissez des sites web de qualité traitant du thème abordé ici, merci de compléter l'article en donnant les références utiles à sa vérifiabilité et en les liant à la section « Notes et références ».
Alexis Henon est un comédien, auteur et metteur en scène français.

## Biographie

### Télévision
Alexis Henon est connu pour son rôle de Galessin, duc d'Orcanie dans la série Kaamelott ; il y apparaît dans 52 épisodes.
Il apparaît dès le tout premier court métrage aux origines de la série : Dies iræ. Il participe depuis à toutes les saisons de Kaamelott.

## Filmographie
Sauf indication contraire, les informations mentionnées dans cette section peuvent être confirmées par les bases de données cinématographiques IMDb et Allociné,  présentes dans la section « Liens externes ».
- 1998 : Le Dernier Bip (court métrage) de Lætitia Colombani : l'inspecteur Joffrey
- 2003 : Dies iræ (court métrage) d'Alexandre Astier : Galessin, duc d'Orcanie
- 2004-2009 : Kaamelott (série télévisée) d'Alexandre Astier : Galessin, duc d'Orcanie
- 2008 : Coluche, l'histoire d'un mec d'Antoine de Caunes : Paul Archambaut, un journaliste de TF1 présent devant l'hôpital
- 2018 : Montsaugeon : Thibert, bras droit de l'évêque de Langres février 2019
- 2021 : Kaamelott : Premier Volet d'Alexandre Astier : Galessin, duc d'Orcanie
- 2025 : Kaamelott : Deuxième volet partie 1 d’Alexandre Astier : Galessin, duc d'Orcanie

## Théâtre
En 2004, avec Philippe Ayanian, il a adapté au théâtre l'ouvrage Ouilla ! docteur... du médecin Jean Dautriat. La pièce, notamment joué dans la région stéphanoise, réunit 36 000 spectateurs en trois ans.